# Unité de transport intermodal
Dans le domaine du transport, une unité de transport intermodale est une structure amovible, permettant le chargement et le transport de marchandises, et pouvant être chargée sur divers types de véhicules. Une UTI présente l'avantage de protéger les marchandises et de simplifier corrélativement leur emballage, et de faciliter leur transbordement d'un véhicule à l'autre quel que soit le mode de transport utilisé. Leur principal inconvénient réside dans le poids mort (tare) supplémentaire à transporter. Elle nécessite généralement une adaptation des véhicules.
Les principales UTI sont :
- les conteneurs,
- les caisses mobiles,
- les semi-remorques (lorsqu'elles sont préhensibles par pinces),
- les palettes aériennes.

Remarque : le vocabulaire n'est pas totalement stabilisé. En effet, on peut trouver sur le site de la Commission économique pour l'Europe un document qui liste les définitions qui servent aux travaux des trois organisations intergouvernementales qui ont établi cette compilation : Union européenne, Conférence européenne des ministres des Transports et Commission économique pour l'Europe. Dans ce document, « unité de transport intermodal » est un terme générique pour désigner un conteneur, une caisse mobile ou un semi-remorque convenant au transport intermodal.